# Tear Down
「Tear Down」（ティア・ダウン）は、Fear, and Loathing in Las Vegasの楽曲。2022年8月24日より、各種ストリーミングサービスにて配信された。

## 概要
前作「Repaint」より約2か月ぶりとなる作品。2022年8月24日には、配信と同時にミュージック・ビデオが公開された。
本作はソニー・ピクチャーズ エンタテインメント配給の映画『バイオレンスアクション』の挿入歌として使用された。メンバーのSo（Vo）は映画公開に際して「挿入歌として使って頂きとても嬉しいです！どんな風に流れるんやろか、、！映画公開楽しみにしています！」とコメントしている。
楽曲としてはメタルコアなどのスタイルが取り入れられたものとなっている。マネージャーは「アルバムを作るにあたって、こういう部分を強化しなきゃいけないなと思っていて」と語っており、HONE YOUR SENSEというバンドが参考になったとしている。また楽曲中盤のサビパートについて、MinamiはKobaryoを参考にしたという。

## 収録曲
| #         | タイトル      | 作詞 | 作曲・編曲 | 時間 |
| --------- | ------------- | ---- | ---------- | ---- |
| 1.        | 「Tear Down」 |      |            | 3:53 |
| 合計時間: | 合計時間:     | 3:53 |            |      |

## タイアップ
Tear Down
- ソニー・ピクチャーズ エンタテインメント配給映画『バイオレンスアクション』挿入歌

## 収録アルバム
Tear Down
- 『Cocoon for the Golden Future』

## 演奏
- So : Vocal
- Minami : Vocal, Keyboard
- Taiki : Guitar, Vocal, Chorus
- Tomonori : Drums
- Tetsuya : Bass Guitar